# Высокое (Белгородская область)
Высокое — село в Яковлевском районе Белгородской области России.
Входит в состав Бутовского сельского поселения.

## История
В 1884 году в деревне Высокая Грайворонского уезда Бутовской волости имелось — 53 двора (50 изб), 362 жителя (202 мужского и 160 женского пола). К 1890 году в деревне было 409 жителей (202 муж., 207 жен.).

## География
Село расположено юго-восточнее села Ямное. Рядом проходит автодорога 14К-6 и находится урочище Рассадник. Южнее Высокого протекает река Глинский Колодезь.
Через село проходят просёлочные дороги; имеются две улицы: Лесная и Садовая.

## Население
| 2002 | 2010 |
| ---- | ---- |
| 49   | ↘36  |